# 1-е Красниково
1-е Красниково — деревня в Курском районе Курской области России. Входит в состав Бесединского сельсовета.

## География
Деревня находится в центральной части Курской области, в пределах южной части Среднерусской возвышенности, в лесостепной зоне, на правом берегу реки Рать, вблизи места впадения в неё ручья Котовец, при автодороге Р298, на расстоянии примерно 12 км (по прямой) к востоку от Курска, административного центра района и области. Абсолютная высота — 160 м над уровнем моря.

### Климат
Климат характеризуется как умеренно континентальный, с относительно жарким летом и умеренно холодной зимой. Среднегодовая температура воздуха — 5,5 °С. Средняя температура воздуха самого тёплого месяца (июля) — 18,7 °C (абсолютный максимум — 37 °С); самого холодного (января) — −9,3 °C (абсолютный минимум — −35 °С). Безморозный период длится около 152 дней. Среднегодовое количество атмосферных осадков составляет 587 мм, из которых 375 мм выпадает в период с апреля по октябрь. Снежный покров образуется в первой декаде декабря и держится в среднем 125 дней.

### Часовой пояс
Деревня 1-е Красниково, как и вся Курская область, находится в часовой зоне МСК (московское время). Смещение применяемого времени относительно UTC составляет +3:00.

## Население
| 2002 | 2010 |
| ---- | ---- |
| 218  | ↘187 |

### Половой состав
По данным Всероссийской переписи населения 2010 года в половой структуре населения мужчины составляли 43,9 %, женщины — соответственно 56,1 %.

### Национальный состав
Согласно результатам переписи 2002 года, в национальной структуре населения русские составляли 98 %.

## Известные уроженцы
- Тимофеев, Анатолий Константинович (1887—1985) — русский военный лётчик, полковник.

## Инфраструктура
Личное подсобное хозяйство. В деревне 114 домов.

## Транспорт
1-е Красниково находится на автодорогах федерального значения Р298 (Курск — Воронеж — автомобильная дорога Р22 «Каспий»; часть европейского маршрута E 38) и межмуниципального значения 38Н-309 (Р-298 — Шеховцово), в 8 км от ближайшего ж/д остановочного пункта 15 км (линия Курск — 146 км).
В 119 км от аэропорта имени В. Г. Шухова (недалеко от Белгорода).